# Gimme Shelter (Film)
Gimme Shelter ist ein 1970 erschienener dokumentarischer Musikfilm von Albert Maysles, David Maysles und Charlotte Zwerin, der die USA-Tour der Band The Rolling Stones im Jahr 1969 dokumentiert.

## Inhalt
Der Film von Zwerin und den Brüdern Maysles beschäftigt sich vor allem mit dem Vorfall, bei dem der 18-jährige Meredith Hunter am 6. Dezember 1969 beim Altamont Free Concert auf dem Altamont Speedway versuchte, mit einem gezogenen Revolver auf die Bühne zu gelangen, und dabei von einem Mitglied der Hells Angels, Alan Passaro, erstochen wurde. Passaro wurde daraufhin wegen Mordes angeklagt, aber freigesprochen, da die Tat als Notwehrhandlung gewertet wurde.
Die Hells Angels waren von den Rolling Stones als Ordner und Schutztruppe für die Bühne engagiert worden, was sich neben der chaotischen Organisation mit der kurzfristigen Verlegung des Festivals an den dafür unterdimensionierten Speedway als Fehler erwies. Die Mitglieder des Motorrad- und Rockerclubs waren schon nach kurzer Zeit stark alkoholisiert oder standen unter anderen Drogen und prügelten dann wahllos auf Zuschauer ein, die ihren Harley-Davidson-Motorrädern zu nahe kamen, die sie als „Schutz-Palisade“ vor der Bühne platziert hatten. Sie pöbelten diverse Musiker an und schlugen sogar Marty Balin, dem Gitarristen und Sänger der als Vorgruppe aufgetretenen Jefferson Airplane, das Gesicht blutig. Aus dem Todesfall und dem organisatorischen Desaster bei diesem Auftritt zogen die Rolling Stones Konsequenzen. Die strengen Sicherheitsvorkehrungen, die sie kurz darauf bei ihren Konzerten einführten, gelten bis heute als vorbildlich.
Zu Anfang des Films ist ein Radio-Interview per Telefon mit Sonny Barger zu hören, einem bekannten Gründungsmitglied der Hells Angels, der die Ausschreitungen kommentiert und seine Clubkameraden verteidigt:

„Als sie an unseren Motorrädern rumzufummeln begannen, ging’s los. […] Jedenfalls tritt niemand mein Motorrad! […] Aber wenn du so dastehst und dieses Ding ist dein Leben, all dein Geld hast du reingesteckt und du liebst es mehr als alles andere auf der Welt, und ein Typ tritt dagegen, dann ist klar, was Sache ist. Den musst du kriegen. […] Ich bin auf keinen Fall einer dieser Friedensheinis oder Blumenkinder oder wie die sonst heißen.“

Entgegen vielen Berichten, unter anderem des Rolling-Stone-Magazins, hat Mick Jagger den Todesfall nicht mit “When we play this song, always something funny happens” (deutsch: „Wenn wir dieses Lied spielen, passiert immer etwas Komisches“) kommentiert. Der Kommentar fiel nach einem vorhergegangenen Tumult während des Songs Sympathy for the Devil. Meredith Hunter starb direkt nach dem Ende des Songs Under My Thumb, wie im Dokumentarfilm Gimme Shelter zu sehen ist.
Der Film ist zum 40. Jahrestag des Konzerts als DVD veröffentlicht worden.

## Lieder im Film
The Rolling Stones
- Jumpin’ Jack Flash
- (I Can’t Get No) Satisfaction
- You Gotta Move
- Wild Horses (im Studio in Muscle Shoals)
- Brown Sugar
- Love in Vain
- Honky Tonk Women
- Street Fighting Man
- Sympathy for the Devil
- Under My Thumb
- Gimme Shelter (Live-Version)

Ike and Tina Turner
- I’ve Been Loving You Too Long (im Madison Square Garden)

Jefferson Airplane
- The Other Side of This Life (in Altamont)

Flying Burrito Brothers
- Six Days on the Road (in Altamont)

## Kritiken
„Der Film verrät von dieser Vorgeschichte wenig, stattdessen reiht er Konzertaufnahmen aneinander und läßt die Stones am Schneidetisch den Mord betrauern, an dem sie zumindest nicht vollkommen unschuldig waren. In diesem Sinne ist der Film ein doppeltes Dokument des Medienereignisses Rolling Stones.“